# 聖伊莉莎白醫院東墓地和西墓地
聖伊莉莎白醫院東墓地和西墓地（英語：St. Elizabeths Hospital East and West Cemeteries）是兩座位於聖伊莉莎白醫院內的歷史悠久之墓地。
西墓地埋葬著南北戰爭時期的退伍軍人和聖伊莉莎白醫院的病人。埋葬在西墓地的退伍軍人大部分是聖伊莉莎白醫院的病人，而不是南北戰爭的陣亡者。東墓地另名為約翰霍華德公墓，埋葬著參與過戰爭的退伍軍人，包括南北戰爭、美西戰爭、第一次世界大戰、第二次世界大戰以及英美戰爭。目前只有經過聯邦總務署授權的人員才可以進入東墓地和西墓地。

## 歷史
到1873年，西墓地已滿，約有600座墳墓， 因此當局決定增建東墓地。東墓地之後發展成為一座佔地9英畝的墓地，共有5000多座墳墓：埋葬著2050名軍人和3000多名平民。
2016年，增加了一座新墳墓，用以表揚埋葬於1882年的榮譽勳章獲得者約瑟夫·B·諾伊爾。